# Saint-Jean-Lachalm
Saint-Jean-Lachalm é uma comuna francesa na região administrativa de Auvérnia-Ródano-Alpes, no departamento de Alto Loire. Estende-se por uma área de 33,6 km². Em 2010 a comuna tinha 300 habitantes (densidade: 8,9 hab./km²).